# Melanitis suyudana
Melanitis suyudana är en fjärilsart som beskrevs av Moore 1857. Melanitis suyudana ingår i släktet Melanitis och familjen praktfjärilar. Inga underarter finns listade i Catalogue of Life.